# Beloglinni
Beloglinni (en rus: Белоглинный) és un poble (un possiólok) de l'óblast de Saràtov, a Rússia, segons el cens del 2010 tenia 614 habitants. Pertany al districte municipal d'Ozinki.